# James McCudden

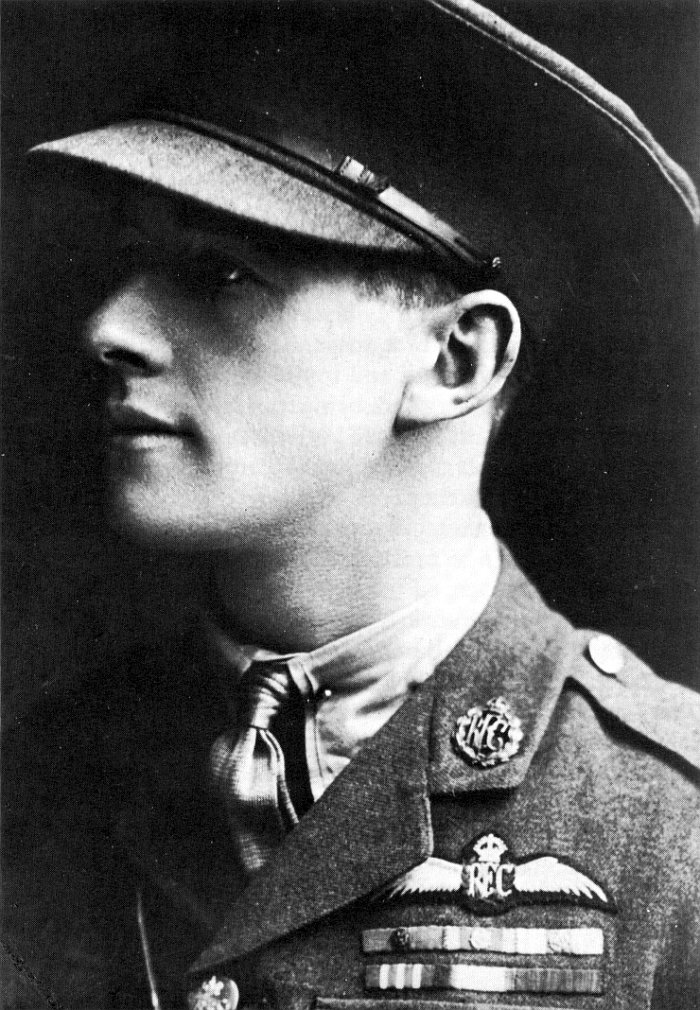
James McCudden

James Thomas Byford McCudden VC, DSO & Bar, MC & Bar, MM (* 28. März 1895 in Gillingham in der Grafschaft Kent; † 9. Juli 1918 in Auxi-le-Château, Frankreich) war britischer Jagdflieger des Ersten Weltkrieges und Träger des Victoria-Kreuzes. Auf der Rangliste der erfolgreichsten Jagdflieger aller Nationen im Ersten Weltkrieg nimmt er den siebten Rang ein.

## Leben

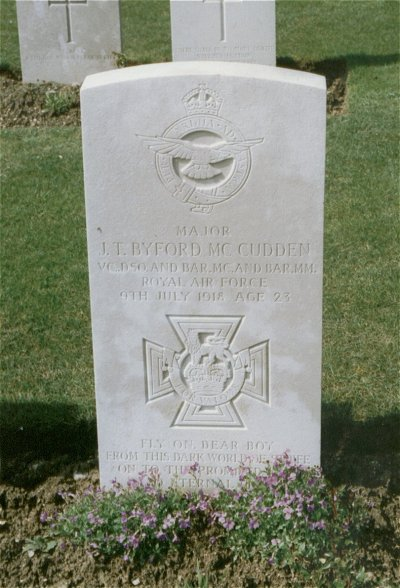
McCuddens Grab

McCudden wurde als Sohn eines pensionierten britischen Offiziers geboren. Er hatte noch zwei Brüder, die beide als Piloten im Dienste des britischen Royal Flying Corps (RFC) im Ersten Weltkrieg fielen. 1910 trat er zunächst der Pioniertruppe bei. Dem Vorbild einer seiner Brüder folgend, bat er 1913 erfolgreich um seine Versetzung zur Fliegertruppe. Im August 1914 wurde er zunächst als Flugzeugmechaniker nach Frankreich kommandiert. Bald darauf wurde er auch als Beobachter bei Aufklärungsflügen eingesetzt.
Im Januar 1916 wurde McCudden wieder nach England versetzt und dort zum Piloten ausgebildet. Seine Militärpilotenlizenz erhielt er im April 1916, und ab Juni 1916 war er in Frankreich als Pilot im Einsatz. Mit einer Airco D.H.2 gelang ihm am 6. September 1916 der erste Abschuss eines feindlichen Kampfflugzeugs. Am 27. Dezember 1916 hatte er einen Luftkampf mit Manfred von Richthofen, wobei McCudden nur dadurch entkommen konnte, weil er sehr tief über die britischen Linien flog. Richthofen hätte riskiert von den britischen Bodentruppen beschossen zu werden. Nach fünf Abschüssen feindlicher Maschinen wurde er im Februar 1917 mit dem Military Cross ausgezeichnet.
McCudden bereitete seine Einsätze sehr sorgfältig vor und widmete seinem Fluggerät und dessen Bewaffnung große Aufmerksamkeit. Hierbei kam ihm seine Ausbildung als Mechaniker zugute. Ab etwa Mitte 1917 flog McCudden eine S.E.5.
Am 29. März 1918 wurde er für seine Erfolge im Luftkampf mit dem Victoria-Kreuz ausgezeichnet. Insgesamt werden ihm heute 57 Abschüsse feindlicher Maschinen zugeschrieben.
Die Frontscheibe von McCuddens S.E.5 wird im Imperial War Museum in London ausgestellt.

## Tod
McCudden erlag am 9. Juli 1918 den Verletzungen, die er bei einem Flugzeugabsturz nahe Auxi-le-Château in Frankreich erlitten hatte. Laut Korporal Burdett, Leutnant Greenwood und Leutnant King resultierte der Absturz aufgrund eines gescheiterten Kunstflugmanövers in zu geringer Höhe.